# Гудин, Евгений Иванович
Евгений Иванович Гудин (19 апреля 1921, Верхняя Салда, Верхотурский уезд, Екатеринбургская губерния, РСФСР — 3 марта 1991, Свердловск) — живописец-пейзажист. Народный художник РСФСР. Участник Великой Отечественной войны.
Картины Гудина хранятся в музеях Екатеринбурга (ЕМИИ и ЕГСИ), Москвы (ГТГ), Перми (ПКГ), Тюмени, Воркуты, Комсомольска-на-Амуре, Якутска, а также находятся в частных собраниях России и за рубежом.

## Биография
Родился в посёлке (ныне — город) Верхняя Салда в семье заводского рабочего Гудина Ивана Григорьевича, участника Русско-японской, Первой мировой и Гражданской войн, умершего в 1935 году. Мать — Мария Алексеевна, домохозяйка, умерла в 1922 году. У Евгения Ивановича была ещё и старшая сестра Алевтина Ивановна. После смерти родителей маленький Евгений воспитывался у родственников, которые часто брали его с собой на сенокос и другие полевые работы, учился в местной школе. После трёх лет учёбы сбежал с приятелями из дома и несколько лет беспризорничал, путешествуя по стране. Вернувшись в родной поселок, поступил на работу в сельхозкомбинат, работал на сенокосах и посевных, выучился на тракториста. После окончания школы ФЗО по специальности слесаря-инструментальщика работал в Чащинской МТС Пермской области и одновременно учился в средней школе. В 1939 году после окончания семи классов поступил в Красноуфимское педагогическое училище.
В первые дни Великой Отечественной войны был зачислен курсантом Челябинской военно-авиационной школы стрелков-бомбардиров, где получил специальность штурмана, в 1942 году был направлен на Южный фронт. Позднее воевал в разведке Северно-Кавказском фронтах на Кубани в должности сержанта. Был контужен, ранен, лечился в госпиталях Краснодара, Кисловодска, Тбилиси. После излечения в 1944 году был переведён служить в авиационную часть в Иран, в октябре 1945 года демобилизован из армии.
В 1945—1947 годах продолжил учёбу в Красноуфимском педагогическом училище. В 1946 году написал с натуры свой первый в жизни пейзажный этюд маслом. Сразу после окончания педучилища поступил в Свердловское художественное училище (ныне — имени И. Д. Шадра) и окончил его в 1952 году. Учился у Ф. Шмелева и Н. Голубчикова. Дипломная работа — «Вода пошла». Одновременно с учёбой в художественном училище учился на историческом факультете Свердловского педагогического института (1948), интересовался философией, историей, психологией, эстетикой.
После окончания художественного училища работал в Художественном профтехучилище, где преподавал рисунок и композицию. С 1954 года работал в мастерских Художественного фонда. С 1955 года регулярно участвовал в крупных художественных выставках всесоюзного и регионального значения, также выставлялся в Японии и Монголии. В 1958 году Гудин был принят в Союз художников СССР. Был делегатом съездов художников РСФСР и СССР, членом правления Союзов художников СССР и РСФСР.
В 1960—1970 годах много путешествовал по стране: Приамурье и Сахалин, побережье Карского моря и Диксон, Северный и Полярный Урал, Воркута и Таймыр, Башкирия, Хакасия и Шушенское, Тува, Прикарпатье и Закарпатье, Камчатка, Курилы и Чукотка.
Скончался 3 марта 1991. Похоронен на Широкореченском кладбище.

## Вклад в культуру
Гудин специализировался в жанре живописного пейзажа (в технике маслом). Для него характерно стремление средствами пейзажной живописи раскрыть понимание жизненных явлений, их сложности, отразить взаимосвязь человека с землей. В живописном отношении он нашёл свой самобытный художественный язык, характеризующийся элементами монументальности, чёткой ритмикой, напряжённой упругостью, неожиданностью пространственных соотношений, цветовой звучностью при использовании минимума красок.

## Работы
Всего за творческий период жизни Е. И. Гудиным написаны несколько десятков пейзажных картин, экспонировавшихся на различных выставках. Среди них: «Уральский пейзаж» (1955), «Верба цветет» (1957, Государственная Третьяковская галерея), «Октябрь. Пейзаж» и «На пашне» (обе — 1958, Художественный фонд РСФСР), «Сплавщики» (1959, Тюменская картинная галерея), «Весенним вечером в поселке Сплавном» (1959, Екатеринбургская картинная галерея), «Всходы» (1961), «Лосиный остров» (1962), «Первый снег» (1963), все — в Художественном фонде РСФСР; «На северных границах» (1963, Центральный музей Советской Армии), «Солдатки в годы войны» (1964) и «Дальние острова» (1965), обе — в Художественном фонде РСФСР; «Белая ночь Олени» (1965, Тюменская картинная галерея) «На Таймыре» (1965, Нижне-Тагильский музей изобразительного искусства), «Полярная авиация» (1966, Министерство культуры РСФСР), «Заполярный Урал» (1966, Уральский геологический музей), «Утро. Талнах» (1969, Челябинская картинная галерея), «Заполярные шахты» (1969, Художественный фонд РСФСР), «Ямальская тундра» (1969, Министерство культуры РСФСР), «У горы Рудной» (1969, Пермская художественная галерея), «Поиск» (1972, Министерство культуры СССР), «Тюменский Север» (1973), «Строительство Уралмаша» (1975, ДК УЗТМ), «Беспокойная тишина» (1978), «Во льдах Арктики» (1979), «Приближение грозы. Диксон» (1982), «Уходящие корабли» (1983, Екатеринбургская картинная галерея), «Отделение сержанта Гудина на марше» (1988) и другие.

## Награды и звания
Награждён медалями «За боевые заслуги» (06.05.1965), «За победу над Германией в Великой Отечественной войне 1941—1945 г.», «За оборону Кавказа», орденом Отечественной войны II степени (06.04.1985).
- 1970 — почётное звание «Заслуженный художник РСФСР».
- 1986 — почётное звание «Народный художник РСФСР».

## Потомки
Потомки Евгения Ивановича Гудина проживают в России, в г. Екатеринбурге.